# Барсегян Олександр Сергійович
Олександр Сергійович Барсегян (10 січня 1929, м. Батумі — 7 вересня 2011, м. Харків) — український театральний діяч, режисер, педагог. Член-кореспондент Національної академії мистецтв України (2009), професор, Заслужений діяч мистецтв України, Народний артист України (1978).

## Життєпис
Народився 10 січня 1928 року у м. Батумі Аджарської АРСР. 1953 р. закінчив режисерський факультет Харківського державного театрального інституту. Учень Леся Дубовика. Після закінчення працював режисером Дніпродзержинського українського музично-драматичного театру (1953 — 1955). 1956—1972 головний режисер Львівського ТЮГу та Київського ТЮГу. 1973—1974 головний режисер Київського державного театру оперети.
З 1975 і до самої смерті — головний режисер Харківського академічного російського драматичного театру ім. Пушкіна. З 1976 художній керівник акторсько-режисерського курсу, професор, завідувач кафедри Харківського державного театрального інституту. Почесний громадянин Харкова (2006).
Понад 30 років керував кафедрою, згуртувавши навколо себе хоч не велику, але насправді професійну плеяду викладачів; підтримував сприятливі умови для їх роботи, зокрема, завжди дбав про якість навч. аудиторій, де виховувались студенти кафедри – майбутнє укр. режисури. Серед його вихованців – талановиті і успішні режисери С. Аксьонов, В. Гуйвін, С. Кузик, І. Ладенко, С. Пасічник, Л. Садовський, О. Серьогін, Ю. Тараненко, О. Шмаль, І. Шнейдерман, та ін. У своїх учнях О. Барсегян шукав індивідуальність, підтримував і виховував її, розвиваючи в них цілеспрямованість, стійкість, орг. здібності. Завжди допомагав порадою або просто добрим словом, проте, дисципліна завжди була на першому місці. Як діючий режисер, вміло підкріплював теорію практикою, вчасно дозволяючи студентам здійснювати самостійні постановки; ніколи не обмежував учнів ані у виборі матеріалу, ані у використанні засобів виразності. Глибокий інтерпретатор шедеврів театральної драматургії, майстер створення цілісного яскравого образу вистави, О. Барсегян підіймав у своїй творчості вічні теми, органічно поєднуючи високий громадський і трагедійний пафос із проникливим ліризмом та щирою посмішкою.
35 років очолював Харківський державний академічний російський драматичний театр імені О. С. Пушкіна. Тут він поставив понад 80 вистав, більшість з яких увійшла до скарбниці сучасного театрального мистецтва в Україні.
Помер 7 вересня 2011 року.

## Вистави
- «У неділю рано зілля копала» за О. Кобилянською (1954)
- «Молода гвардія» за О. Фадєєвим (1964)
- «Ромео і Джульєтта» В. Шекспіра (1965)
- «Відкриття» Ю. Щербака (1975)
- «Темп» М. Погодіна (1976)
- «Вишневий сад» А. Чехова (1979)
- «Зоря і смерть Пабло Неруди» І. Драча (1986)
- «Майстер і Маргарита» за М. Булгаковим (1988)
- «Поминальна молитва» Г. Горіна (1990)
- «Остання жертва» О. Островського (1995)
- «Леді Макбет Мценського повіту» за М. Лєсковим (2000)
- «Віндзорські витівниці» В. Шекспіра (2000)
- «Трактирниця» К. Ґольдоні (2001)

## Основні праці
- Кафедра режисури драматичного театру // Pro Domo Mea : нариси / Харків. держ. ун‑т мистецтв ім. І. П. Котляревського. Харків, 2007. С. 273–276. Літ.: «Барс» из рода Мельпомены: Книга воспоминаний. Харьков : Майдан, 2014. 252 с.;
- Ботунова Г. Я. Барсегян Олександр Сергійович / Г. Я. Ботунова // Енциклопедія сучасної України / Ін-т енциклопедичних досліджень НАН України / Нац. акад. наук. України. Київ, 2003. Т. 2. С. 278

## Педагогічна діяльність
Барсегян понад 30 років завідував кафедрою режисури у Харківському державному театральному інституті. Випускники його акторської і режисерської майстерні працюють нині у багатьох театрах України і Росії.

## Нагороди
орден Трудового Червоного Прапора (1986),
орден «За заслуги» (2004),
Почесна Грамота Кабінету Міністрів України (2005), орден «Достоинство» (Росія, 2006).